# 1991 en Lorraine
Chronologie de la Lorraine
- 1987
- 1988
- 1989
- 1990
- 1991
- 1992
- 1993
- 1994
- 1995

Cette page est une liste d'événements qui se sont produits durant l'année 1991 en Lorraine.

## Événements

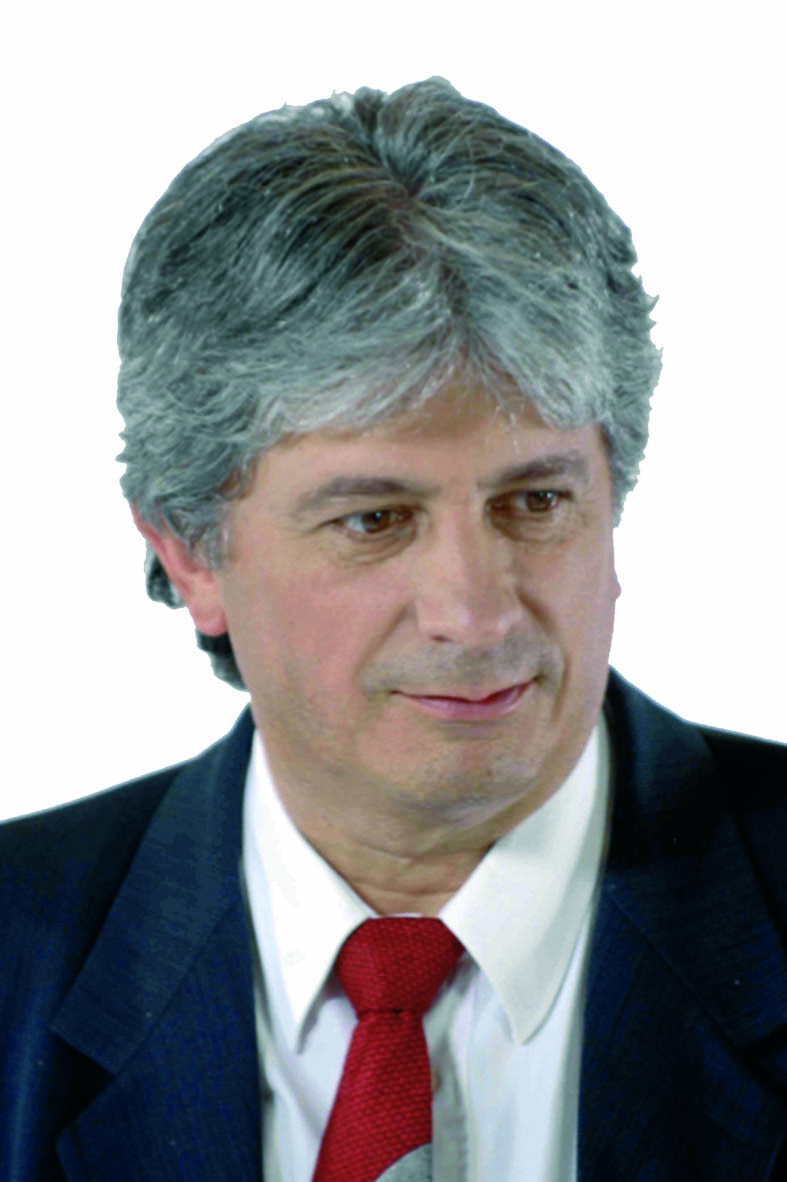
Hervé Féron

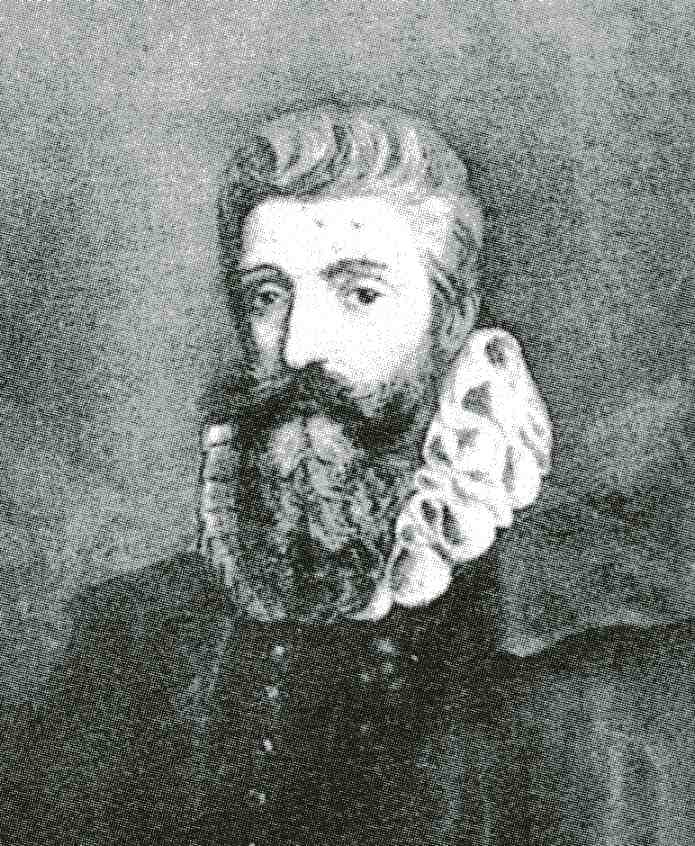
Vautrin Lud

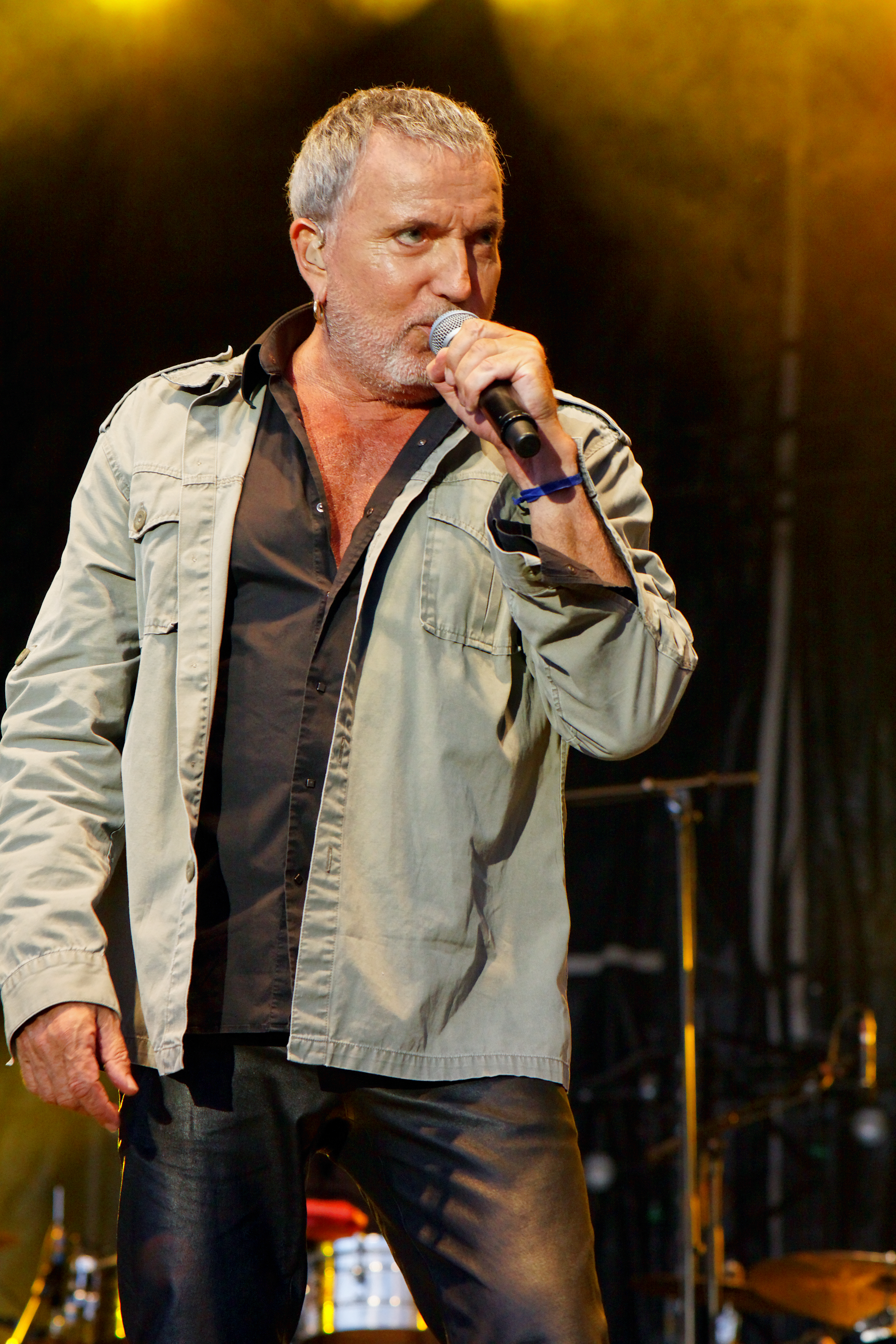
Bernard Lavilliers

- Création du prix international de géographie Vautrin-Lud ou prix Vautrin-Lud.
- Création du Cercle Généalogique et Historique du Pays de Charmes [1]
- Création de l'  Association de gestion du musée du textile de Ventron[2].
- Fermeture de la  Mine de Mairy[3]
- Éric Mauffrey et Damien Chapotot remportent le rallye de Lorraine sur une Ford Sierra[4].
- Tournage de Robin des Bois, prince des voleurs (Robin Hood: Prince of Thieves), film américain de Kevin Reynolds, partiellement tourné à Metz[5],[6].

- 8 février : un Beechcraft 200 Super King Air de Business Express s'écrase en approche d' Épinal-Mirecourt[7].
- 14 mai : le Comité interministériel à l'aménagement du territoire décide d'engager les études en vue de la création de la ligne à grande vitesse LGV Est européenne[8].
- Août 1991 : Betty Pierre est élue reine de la mirabelle[9].
- 12 août : Accident nucléaire de Forbach, lorsque trois ouvriers ont été irradiés par un accélérateur de particules de la société EBS (Electron Beam System) à la suite d'une intervention en radioprotection : Jean-Marc Bies, chef d'équipe, Daniel Leroy et Giovanni Nespola, manutentionnaires.
- 6 septembre : 4 à 5000 suppressions d'emplois sont annoncées chez Usinor-Sacilor[8].
- 17 septembre : l'U4, dernier des 6 hauts-fourneaux de l’usine d’Uckange cesse son activité [10].
- 30 septembre : inauguration de l'Aéroport de Metz-Nancy-Lorraine[8],[11].
- 17 octobre : Bernard Lavilliers chante au pied de l'usine Lorfonte à Uckange pour soutenir les sidérurgistes[12].
- 18, 19 et 20 octobre : Festival international de géographie, à Saint-Dié-des-Vosges, sur le thème : Mégapoles et villes géantes : Pour une écologie urbaine.
- 23 octobre : c'est avec le slogan "L'emploi au cœur" que manifestent à Metz 3000 sidérurgistes et mineurs[8].
- 28 octobre : le premier avion d’une ligne régulière décolle de Metz-Nancy-Lorraine à 6 h 30 à destination de Marseille
- 17 décembre : la population d'Uckange est invitée à la dernière coulée du haut-fourneau U1, marquant la fermeture du site Lorfonte et la fin de la sidérurgie dans la ville après 100 ans d'histoire.

## Inscriptions ou classements aux titre des monuments historiques
- Château de Fléville[13].
- Château de Jean d'Heurs[14]
- Citadelle de Montmédy[15]
- Église Saint-Pierre d'Arraincourt[16]
- Hôpital militaire de Bitche[17]
- Château de Craincourt[18]
- Château Saint-Sixte[19]
- Château d'Autigny[20]
- Musée Henri-Mathieu à Bruyères[21]

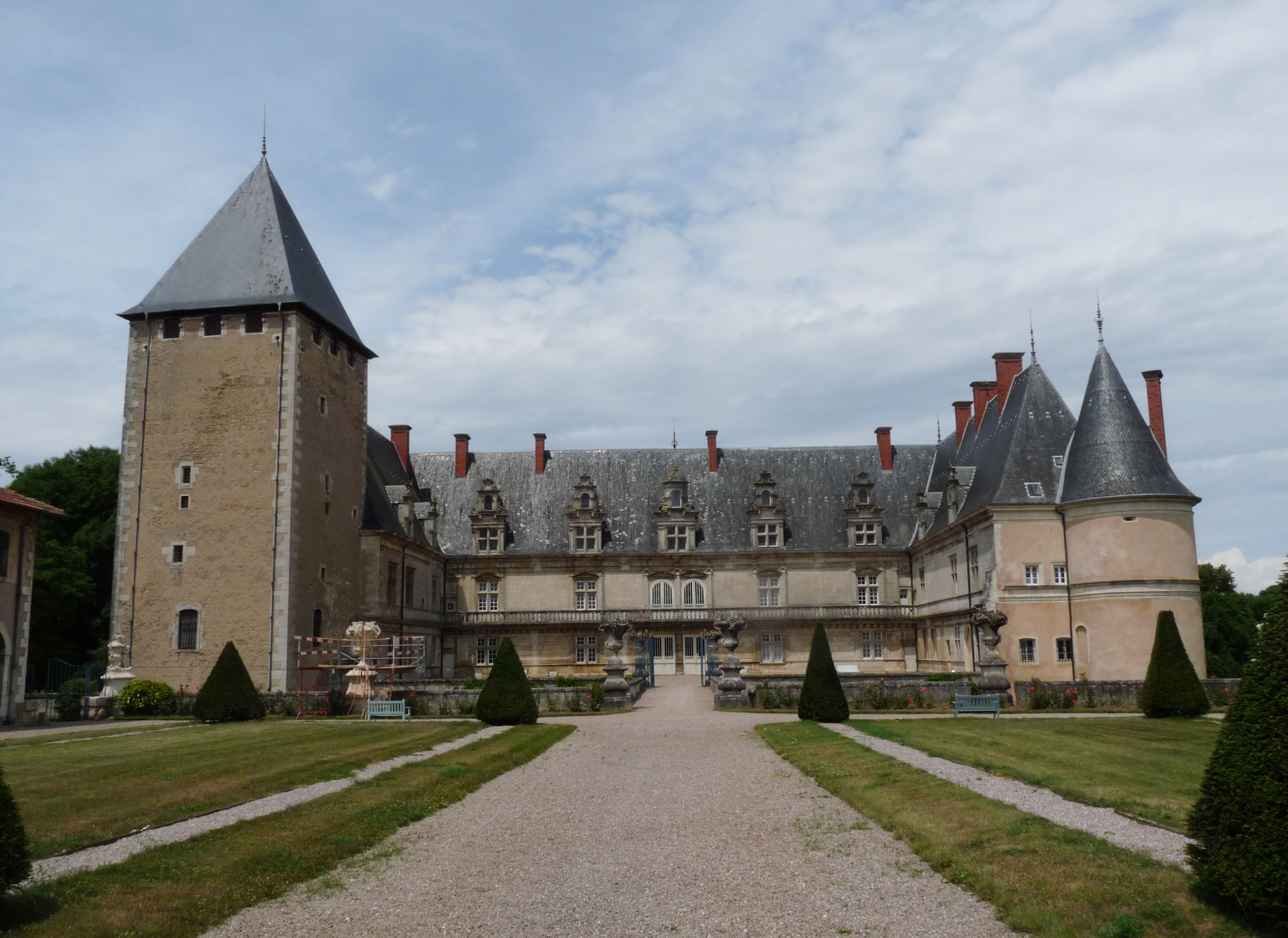
Château de Fléville.

- Chapelle de la Madeleine de Remiremont[22]

## Naissances
- 27 janvier à Saint-Avold : Samy Kehli, footballeur français. Il évolue actuellement au KSC Lokeren au poste de milieu offensif.
- 6 février à Metz : Mélissa Godart, footballeuse française évoluant au poste de défenseure.
- 18 février à Freyming-Merlebach : Abdelhakim Omrani, footballeur franco-algérien évoluant au poste de Milieu ou attaquant. Il évolue avec le Racing Football Club Union Luxembourg.
- 11 mars à Thionville : Sébastien Feller, joueur d'échecs français, grand maître international (GMI) depuis 2007.
- 24 avril à Florange : El Hadi Belameiri, footballeur franco-algérien évoluant au poste de milieu offensif.
- 20 mai à Nancy : Boris Kok, footballeur international franco-cambodgien, qui évolue au poste de défenseur pour le club du Phnom Penh Crown, au Cambodge.
- 25 mai à Verdun : Louis Acosta, ancien joueur français de rugby à XV qui évoluait au poste de talonneur. Il a notamment joué de 2010 à 2015 avec le CA Brive.
- 5 août à Verdun : Matthieu Moinaux[23], rameur d'aviron français.
- 10 août à Thionville : Soraya Meriem Hamiti[24],[25], handballeuse française d'origine algérienne[26],[27], qui évolue au poste d'ailière droite ou d'arrière gauche[28] .
- 31 août à Nancy : Magda Wiet-Henin, taekwondoïste française.
- 8 octobre à Sarreguemines : Pauline Lett, athlète française, spécialiste des épreuves de haies.
- 29 octobre à Nancy : Linda Bousbaa, joueuse française de basket-ball.

## Décès
- 4 juin  à Nancy : Dominique Louis, architecte français, né à Épinal le 21 juin 1924 [29].
- 9 juin à Rurange-lès-Thionville : Daniel Laumesfeld né le 29 janvier 1955 à Basse-Ham , sociolinguiste, poète et musicien français.
- 12 septembre à Boulay-Moselle : Joseph Wirtz (né le 5 janvier 1912 à Téterchen), athlète français spécialiste du lancer du marteau.